# Wojciech Czerwiński (aktor)
Wojciech Czerwiński (ur. 28 czerwca 1981 w Rzeszowie) – polski aktor teatralny, telewizyjny i filmowy.

## Życiorys
Uczył się w szkole muzycznej I i II stopnia; grał na gitarze klasycznej. Uczęszczał na roczny kurs aktorski w Lart Studio w Krakowie. Wygrał casting do dwóch sztuk w Teatrze Słowackiego w Krakowie, gdzie statystował. Następnie zdał egzaminy do dwóch wyższych szkół teatralnych (warszawskiej i krakowskiej) i na studia operowe; wybrał uczelnię warszawską. Był członkiem kabaretu „Kuzyni”, który w 2000 wygrał ogólnopolski przegląd kabaretów. Przez wiele lat uprawiał sporty walki.
W 2005 ukończył studia w Akademii Teatralnej w Warszawie oraz zadebiutował na szklanym ekranie epizodyczną rolą w serialu Klan. W kolejnych latach grał epizody w serialach: Bulionerzy, Egzamin z życia czy Ranczo. Pierwszą większą rolę, „Krzywego”, zagrał w serialu Plebania (2006). Wystąpił także jako Damian „Denis” Wilk w serialu Ratownicy (2010). W latach 2021–2023 występował w roli komisarza Adama Wilczaka w serialu Komisarz Alex.

## Filmografia
- 2005–2015: Klan; różne role:
  - 2005: jako policjant
  - 2006: jako mężczyzna na łódce
  - 2008: jako policjant Michalak
  - 2015: jako mężczyzna
- 2005: Bulionerzy jako osiłek
- 2005: Egzamin z życia jako młody mężczyzna
- 2005: Wiedźmy jako Edek
- 2006: Ranczo jako mężczyzna
- 2006: Królowie śródmieścia jako Cienias
- 2006: Mrok jako Fikoł
- 2006: Dylematu 5 jako policjant
- 2006: Fałszerze – powrót Sfory jako policjant
- 2006: Pierwsza miłość jako Cypis
- 2006–2007: Dwie strony medalu jako Gruby
- 2006–2008: Na Wspólnej; różne role:
  - 2006: jako dresiarz
  - 2008: jako Marcel
- 2006–2011: Plebania jako Krzywy
- 2007: Odwróceni jako Łapka
- 2007: Jutro idziemy do kina jako sanitariusz
- 2007: Ekipa jako neonazista
- 2007: Twarzą w twarz jako pracownik izby wytrzeźwień
- 2007: Lekcje pana Kuki jako Polak
- 2007–2009: Tylko miłość jako Gregor
- 2007–2011: M jak miłość; różne role:
  - 2007: jako ochroniarz
  - 2010–2011: jako Bogdan Gruszewski
- 2008: Trzeci oficer jako więzień
- 2008: Skorumpowani jako „Skorpion”
- 2008: Skorumpowani jako „Skorpion”
- 2008: Teraz albo nigdy!; różne role:
  - jako mężczyzna
  - jako wiking
- 2008–2009: Czas honoru; różne role:
  - 2008: jako żandarm
  - 2009: jako podoficer
- 2008–2009: BrzydUla jako Bartek Kowalczyk
- 2008–2010: Samo życie jako gangster
- 2008–2017: Ojciec Mateusz; różne role:
  - 2008: jako więzień
  - 2017: jako „Siwy”
- 2009: Synowie jako piłkarz
- 2009: 39 i pół jako żołnierz
- 2009: Mniejsze zło jako esbek
- 2010: Ludzie Chudego
- 2010: Ratownicy jako Damian Wilk
- 2010: Duch w dom jako strażak
- 2010: Nowa jako Dominik Kulesza
- 2010: Szpilki na Giewoncie jako masażysta
- 2010: Matka Teresa od kotów jako policjant
- 2011: Usta usta jako barman
- 2012: Paradoks jako diler
- 2012: Misja Afganistan jako Robert Szczęsny
- 2012: Prawo Agaty jako narzeczony Ireny
- 2012: Yuma jako Nike
- 2013-2023: Komisarz Alex różne role:
  - 2013: jako „Szot”
  - 2017: jako szef
  - 2021-2023: jako komisarz Adam Wilczak
- 2014: Pani z przedszkola jako Tadeusz
- 2014: Barwy szczęścia jako Łysy
- 2014–2019: Wataha jako Tomasz Lewandowski „Lewy”
- 2015: Prokurator jako adwokat
- 2015: Uwikłani jako Łukasz Karaszewski
- 2015: Krew z krwi 2 jako Nico
- 2015: Nie rób scen jako pracownik centrum handlowego
- 2015: Dziewczyny ze Lwowa jako kierowca Wasyl
- 2016: Na dobre i na złe jako Bartek
- 2016: Belfer jako Szrek
- 2016: Smoleńsk jako członek rodziny ofiary
- 2017: Człowiek z magicznym pudełkiem
- 2017: Lekarze na start jako Andrzej
- 2017: Druga szansa jako policjant na dachu
- 2018: Pitbull. Ostatni pies jako Ananas
- 2018: Chyłka. Zaginięcie jako Skupczyk
- 2018–2019: Korona królów jako kat Jędrzej
- 2019: W rytmie serca jako podpalacz
- 2019: Planeta singli 3 jako Rafał
- 2019: O mnie się nie martw jako Grzegorz
- 2019: Pułapka jako więzień
- 2019: Echo serca jako Bogdan
- 2019: Mayday jako Rafał Guzik
- 2020: Mayday (w formie serialu) jako Rafał Guzik
- 2020: Archiwista jako Bury
- 2020: Ludzie i bogowie jako Klimke
- 2021: Rysa jako Wiesław
- 2021: Klangor jako ksiądz Kornel
- 2021: Mental jako „Nygus”, kolega ojca „Koguta”
- 2021: Krucjata. Prawo serii jako strażnik Domański

Źródło: Filmpolski.pl.